# The Geranium (film 1911)
The Geranium è un cortometraggio muto del 1911 diretto da Van Dyke Brooke.

## Produzione
Il film fu prodotto dalla Vitagraph Company of America.

## Distribuzione
Distribuito dalla General Film Company, il film - un cortometraggio in una bobina - uscì nelle sale cinematografiche statunitensi il 15 luglio 1911. In Italia venne distribuito dalla Gaumont nel 1915.